# ناشونال مول

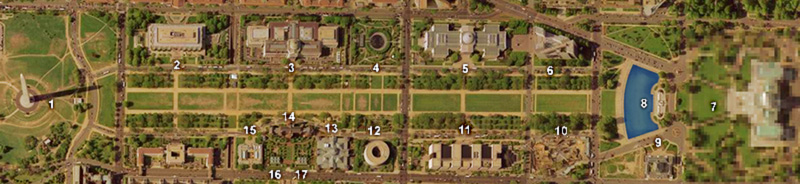
منظر جوي لناشونال مول

ناشونال مول (بالإنجليزية: National Mall)‏ هو منتزه مفتوح موجود في قلب واشنطن عاصمة الولايات المتحدة، يحيط به عدة مباني تاريخية و متاحف و نصب تذكارية. 

يمتد هذا المنتزه من نصب واشنطن إلى كابيتول الولايات المتحدة.

تم تصميم مخططه رسميا من قبل بيير شارلز لانفانت و لكن إعتمدته رسميا إدارة المتنزهات الوطنية.

ناشونال مول يعتبر من أهم المناطق السياحية الموجودة في واشنطن العاصمة و عادة ما يتم إستخدامه للاحتجاجات و التظاهرات بأنواعها كونه رمزا للحريات المدنية و التاريخية.

## محتويات المنتزه
يحتوي ناشونال مول النصب و المتاحف التالية:
| - نصب واشنطن - المتحف القومي للتاريخ الأمريكي - المتحف الوطني للتاريخ الطبيعي - المعرض الوطني للفنون - كابيتول الولايات المتحدة - نصب يوليسيس جرانت - حديقة الولايات المتحدة النباتية - المتحف الوطني للهنود الأميركيين | - متحف الطيران والفضاء الوطني - متحف هيرشهورن وحديقة النحت - مبنى الفنون و الصناعات - مؤسسة سميثسونيان - معرض فرير للفنون - معرض آرثر ساكلر - المتحف الوطني للفن الأفريقي |

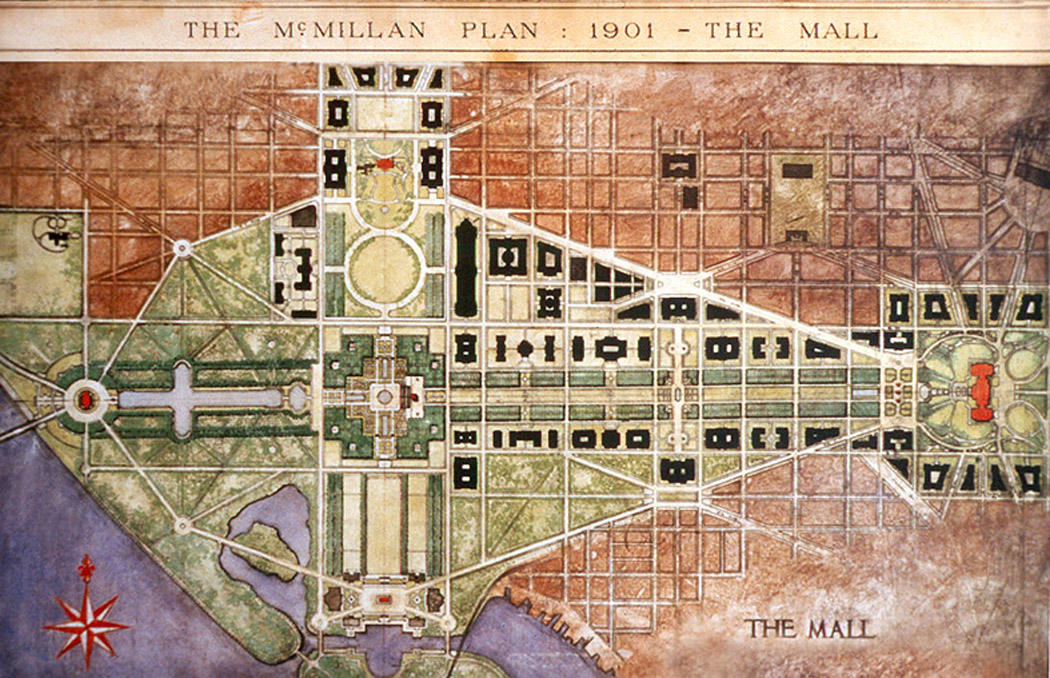
مخطط لناشونال مول يعود لسنة 1901.

و من الشائع أيضا أن النصب التذكارية الموجودة غرب نصب واشنطن تدرج ضمن ناشونال مول و هي: 

نصب لنكولن التذكاري وبركة نصب لنكولن التذكاري العاكسة ونصب الحرب العالمية الثانية التذكاري الوطني ونصب محاربي الحرب الكورية القدامى التذكاري والنصب التذكاري لحرب فيتنام. تم تدشين نصب مارتن لوثر كينغ التذكاري الوطني في 16 أكتوبر 2011 من قبل الرئيس الأمريكي باراك أوباما قرب نصب لنكولن و نصب جيفرسون التذكاري.

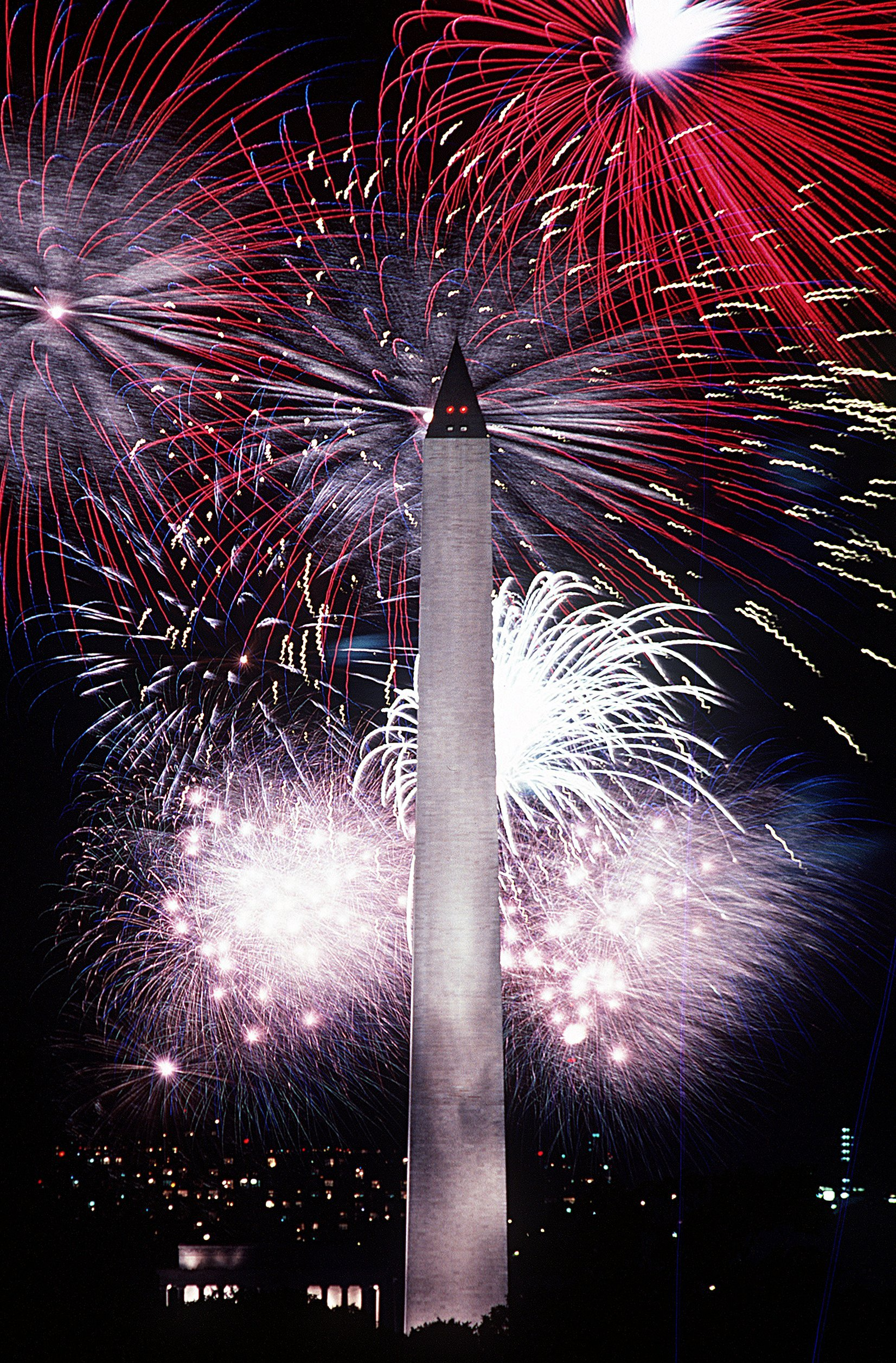
ألعاب نارية بمناسبة يوم الاستقلال الأمريكي
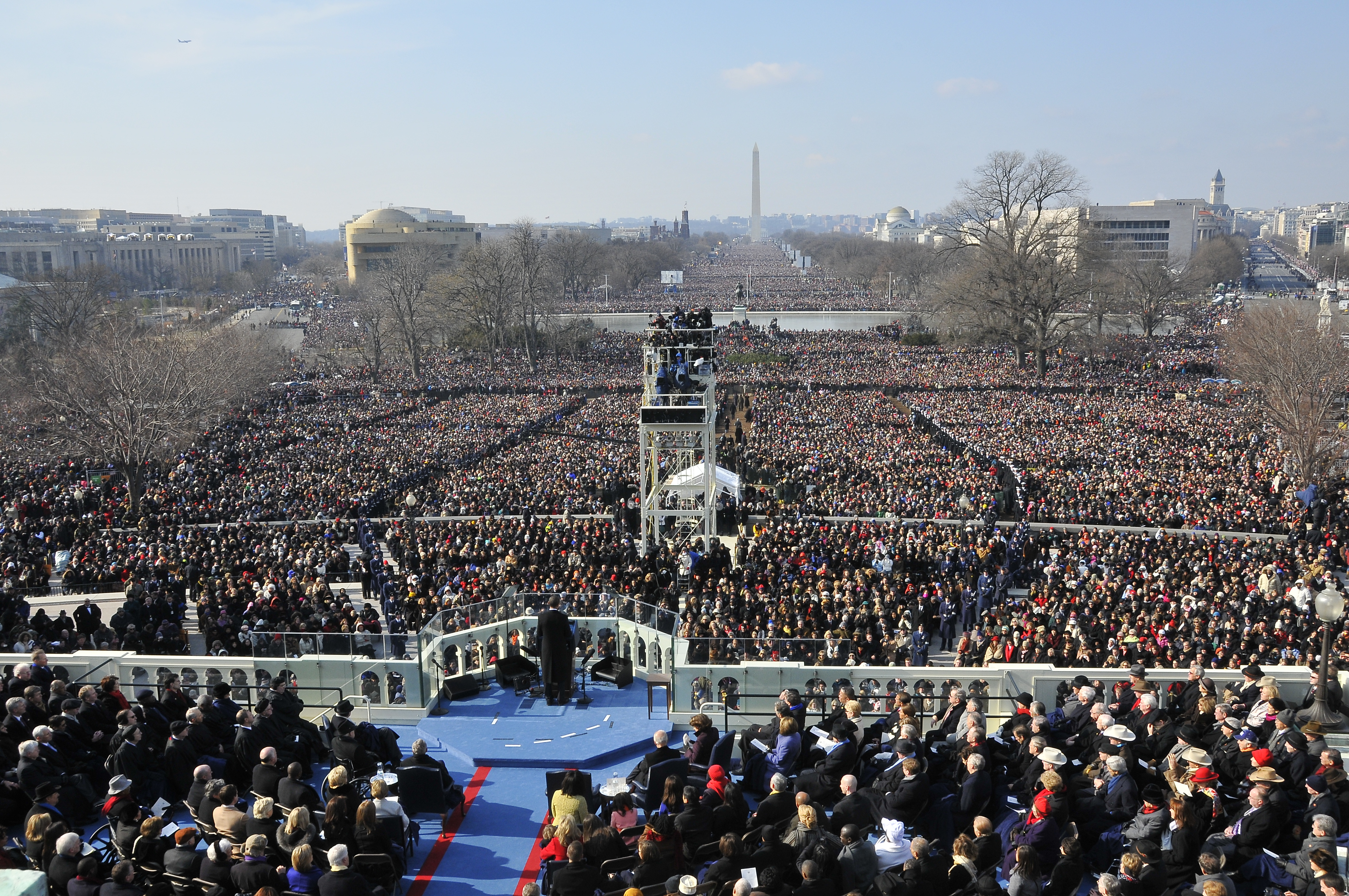
جماهير داعمة لباراك أوباما في 20 يناير 2009 بمناسبة حفل تنصيبه.
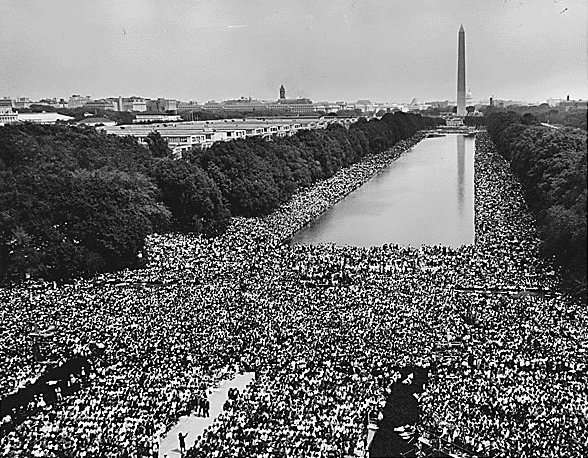
صورة لناشونال مول سنة 1963 بمناسبة تظاهرة مسيرة نحو واشنطن للعمل و الحرية.